# V Zideh
V Zideh este o localitate din comuna Lukovica, Slovenia, cu o populație de 65 de locuitori.